# NGC 3294
NGC 3294 este o galaxie spirală situată în constelația Leul Mic. A fost descoperită în 1787 de către William Herschel. Se află la o distanță de 28,71 de megaparseci de Pământ.